# Zala (sockenhuvudort i Kina, Tibet Autonomous Region, lat 31,76, long 93,61)
Zala (kinesiska: 扎拉, Chongda, 冲达, 扎拉乡) är en sockenhuvudort i Kina. Den ligger i den autonoma regionen Tibet, i den sydvästra delen av landet, omkring 330 kilometer nordost om regionhuvudstaden Lhasa. Antalet invånare är 2 674. Befolkningen består av 1 307 kvinnor och 1 367 män. Barn under 15 år utgör 35 %, vuxna 15-64 år 59 %, och äldre över 65 år 5,0 %.
Runt Zala är det mycket glesbefolkat, med 4 invånare per kvadratkilometer. Närmaste större samhälle är Zaindainxoi, 10,9 km nordost om Zala. Trakten runt Zala består i huvudsak av gräsmarker.